# Shunroku Hata
Shunroku Hata (jap. 畑 俊六 Hata Shunroku; ur. 26 lipca 1879 w prefekturze Fukushima, zm. 10 maja 1962 w Tokio) – marszałek polny Cesarskiej Armii Japońskiej, minister wojny w latach 1939–1940, zbrodniarz wojenny.

## Życiorys
W 1912 został attaché wojskowym w Niemczech. Jako obserwator wojskowy przebywał w Europie do zakończenia I wojny światowej. W lipcu 1918 otrzymał awans do rangi podpułkownika. 
W styczniu 1919 został członkiem delegacji japońskiej uczestniczącej w paryskiej konferencji pokojowej, której owocem był Traktat wersalski.
W 1931 został awansowany na stopień generała porucznika. W okresie późniejszym pełnił m.in. obowiązki szefa Sił Powietrznych Cesarskiej Armii (1935–1936), a następnie dowódcy Japońskiej Armii Tajwanu (1936–1937). Od 2 do 26 sierpnia 1937 był członkiem Najwyższej Rady Wojennej Japonii. W okresie od 26 sierpnia 1937 do 14 lutego 1938 piastował funkcję inspektora generalnego Przysposobienia Wojskowego, a następnie w 1938 był głównodowodzącym Chińskiej Armii Ekspedycyjnej (Shina Haken-gun). Od 15 grudnia 1938 do 25 maja 1939 był ponownie członkiem Najwyższej Rady Wojennej, a następnie od 30 sierpnia 1939 do 22 lipca 1940 – ministrem wojny rządu Japonii. Od 30 lipca 1940 do 1 marca 1941 po raz trzeci był członkiem Najwyższej Rady Wojennej, a następnie ponownie dowódcą Chińskiej Armii Ekspedycyjnej oraz inspektorem generalnym Przysposobienia Wojskowego. 2 czerwca 1944 został awansowany do rangi marszałka polnego Cesarskiej Armii Japońskiej.
Po II wojnie światowej został aresztowany przez Amerykanów i następnie sądzony za zbrodnie wojenne. Międzynarodowy Trybunał Wojskowy dla Dalekiego Wschodu skazał go na karę dożywotniego więzienia. W 1954 został przedterminowo zwolniony z więzienia.